# Baldassarre Ferri
Baldassarre Ferri (Marsciano, 9 dicembre 1610 – Perugia, 18 novembre 1680) è stato un cantante castrato italiano.

## Biografia
Bambino prodigio (era cantore già intorno ai 10 anni), si acquistò ben presto una straordinaria fama per l'estensione della sua voce, per la sua personale tecnica respiratoria e per il fascino delle sue interpretazioni drammatiche. Si può considerare il primo vero divo fra i castrati.
Conteso dalle principali corti d'Europa, si guadagnò una stima unanime, unendo al prestigio della sua carriera artistica una vita spesa interamente per la musica.
Morì ricchissimo, lasciando tutti i suoi averi alla fondazione di un istituto di beneficenza e il rimpianto della sua arte presso i maggiori musicisti del tempo, che perdevano con lui uno dei maggiori interpreti delle loro melodie.
Rousseau nel Dictionnaire de Musique così lo ricorda: «Ascendeva e discendeva d'un fiato solo due ottave complete, trillando continuamente su tutte le note della scala cromatica con tale intonazione che se improvvisamente si suonava la nota corrispondente a quella emessa da lui, sia diesis che bemolle, ne risultava l'accordo, con tale perfezione da meravigliare l'auditorio.»